# Gypona maddena
Gypona maddena är en insektsart som beskrevs av Delong och Wolda 1984. Gypona maddena ingår i släktet Gypona och familjen dvärgstritar. Inga underarter finns listade i Catalogue of Life.